# Paradelphomyia faurei
Paradelphomyia faurei är en tvåvingeart som först beskrevs av Alexander 1923.  Paradelphomyia faurei ingår i släktet Paradelphomyia och familjen småharkrankar. Inga underarter finns listade i Catalogue of Life.